# Karrebæksminde
Karrebæksminde es una localidad situada en el municipio de Næstved, en la región de Selandia (Dinamarca). Tiene una población estimada, a inicios de 2022, de 1830 habitantes.
Está ubicada al sur de la isla de Selandia, junto a la costa del Kattegat, mar Báltico.